# Dick Collins
Dick Collins (* 19. Juli 1924 in Seattle als Richard Harrison Collins; † 19. April 2016) war ein US-amerikanischer Jazz-Musiker (Trompete, Kornett, Flügelhorn) und Komponist.

## Leben und Wirken
Dick Collins stammte aus einer musikalischen Familie; sein Großvater war Musiker in der Königlichen Band von Queen Victoria, sein Vater war Bandleader und sein Bruder Bob war Posaunist im Oktett von Dave Brubeck. Er hatte schon früh Instrumental-Unterricht beim Vater von Red Nichols in San José (Kalifornien). 1948 studierte er dann bei Darius Milhaud und Alexander Tansman in Paris; danach erwarb er den Master an der University of Southern California.  
Nach ersten Erfahrungen als Profimusiker im Orchester von Earl Gladman (1938/40) spielte er 1946/47 und erneut 1949/50 in Formationen von Dave Brubeck und wirkte an dessen frühen Aufnahmen für Fantasy mit. Während seines Frankreich-Aufenthaltes spielte er in Hubert Fols Formation Be-Bop Minstrels, mit der er 1948 in den Niederlanden gastierte. 
Anfang der 1950er Jahre arbeitete er bei Charlie Barnet (1951), Charles Mingus und 1952 bei Alvino Rey. 1953 war er Mitglied des Sextetts von Charlie Mariano; 1954 bildete er mit Nat Pierce ein kurzlebiges Nonett, dem u. a. auch Jerry Coker, Cy Touff, Jack Nimitz und Dick Hafer angehörten; außerdem spielte er im Orchester von Cal Tjader (Tjader Plays Mambo). Im Mai 1954 nahm er ein erstes Album unter eigenem Namen auf RCA Victor auf, Horns of Plenty. Im November folgte sein Album King Richard the Swing Hearted; seinem Orchester gehörten nun auch Al Cohn, Richie Kamuca, Dick Meldonian, Bill Perkins, Jack Nimitz, Herb Ellis und Chuck Flores an.
Von 1954 bis 1956 war Collins Mitglied des Orchesters von Woody Herman, mit dem er Europa besuchte. Er spielte daneben in der aus Herman-Musikern gebildeten Formation The Herdsmen. Von 1958 bis 1966 arbeitete Collins mit Unterbrechungen bei Les Brown, mit dem er auf ausgedehnte Europa-, Asien- und Afrika-Tourneen ging. 1978 spielte er wieder bei Nat Pierce; noch in den 1990ern gehörte er dessen Juggernaut-Orchester an. 
Neben seiner Tätigkeit als aktiver Musiker war er lange Jahre als Bibliothekar tätig; u. a. im Californian Institute of Arts, im Nationalen Institut für Erdbebenforschung und bis 1986 in der städtischen Bibliothek von Los Angeles. 
Collins wirkte im Laufe seiner Karriere außerdem an Aufnahmen von Kenny Clarke, Jesse Belvin/Marty Paich und Paul Desmond mit. Als Komponist schrieb er für Tennessee Williams’ Einakter At Liberty (1946), das auf dem Idlewild Festival 1958 aufgeführt wurde. Sein Werk Diptych wurde 1961 auf dem Long Beach Music Festival gespielt. Für seine frühe Schallplatte H2O wurde er von der französischen Zeitschrift Jazz Hot mit den Prix de disques ausgezeichnet.